# Tramwaje w Zgorzelcu
Tramwaje w Zgorzelcu – system komunikacji tramwajowej w Zgorzelcu, funkcjonujący w latach 1897–1945. W zachodniej, niemieckiej części dawnego wspólnego miasta (Görlitz) tramwaje kursują od 1882 r. do dziś.
Pierwsze tramwaje konne w mieście uruchomiono 25 maja 1882. Sieć zelektryfikowano w okresie od 1897 r. do 1902 r., jednocześnie zmieniając rozstaw szyn na 1000 mm. Do wschodniej części miasta tramwaje dotarły w grudniu 1897 r. Była to linia 3, prowadząca z Kreisbahnhof przez Demianiplatz do pętli nazwanej Stadt Prag. W maju 1900 r. uruchomiono torowisko od dotychczasowej pętli tuż za mostem wzdłuż dzisiejszej ul. Daszyńskiego do ul. Warszawskiej i pętli Moys, które obsłużyła wydłużona linia 3. W październiku 1921 r. linię 3 wydłużono też po zachodniej stronie. W połowie 1936 r. ze starej pętli Stadt Prag uruchomiono linię 3A wspomagającą 3 na środkowym odcinku trasy, a w grudniu 1937 r. do wschodniej części miasta (pętla Moys) skierowano nową linię 5 z Landeskrone przez Postplatz. W 1939 r. linię 3 skrócono po zachodniej stronie do Demianiplatz, a linię 5 przekierowano na relację z Stadt Prag do Kreisbahnhof, by z końcem roku ją zlikwidować.
Od zdobycia miasta przez Armię Czerwoną w początkach maja 1945 r. tramwaje nie jeździły do czerwca. Po podziale miasta na część polską i niemiecką, po polskiej stronie tramwaje przestały kursować.
Planuje się reaktywację linii tramwajowej, która połączyłaby Zgorzelec z Görlitz.

## Dawne linie docierające do prawobrzeżnej części miasta (późniejszego Zgorzelca)
- 1897–1900 – Linia 3: Kreisbahnhof − Demianiplatz − Postplatz − most na Nysie − Reichenberger Str. (późniejsza Piłsudskiego) − Stadt Prag
- 1900–1921 – Linia 3: Kreisbahnhof − Demianiplatz − Postplatz − most na Nysie − Reichenberger Str. (późniejsza Piłsudskiego) − Stadt Prag − Seidenberger Str. (późniejsza Warszawska) − Moys
- 1921–1939 – Linia 3: Rauschwalde − Kreisbahnhof − Demianiplatz − Postplatz − most na Nysie − Reichenberger Str. (późniejsza Piłsudskiego) − Stadt Prag − Seidenberger Str. (późniejsza Warszawska) − Moys
- 1936–1937 – Linia 3A: Kreisbahnhof − Demianiplatz − Postplatz − most na Nysie − Reichenberger Str. (późniejsza Piłsudskiego) − Stadt Prag
- 1937–1939 – Linia 2: Landeskrone − Bahnhof − Postplatz − most na Nysie − Reichenberger Str. (późniejsza Piłsudskiego) − Stadt Prag − Seidenberger Str. (późniejsza Warszawska − Moys
- 1939–1945 – Linia 3: Demianiplatz − Postplatz − most na Nysie − Reichenberger Str. (późniejsza Piłsudskiego) − Stadt "Prag" − Seidenberger Str. (późniejsza Warszawska) − Moys
- 1939 – Linia 5: Kreisbahnhof − Demianiplatz − Postplatz − most na Nysie − Reichenberger Str. (późniejsza Piłsudskiego) − Stadt Prag